# BMW M3 GT2 (E92)
Chronologie des modèles
BMW M3 GTR (E46) BMW Z4 GTE (E89)
La BMW M3 GT2 (E92) est une automobile de compétition développée par le constructeur allemand BMW pour courir dans différentes catégories, telles que les catégories LM GT2 et LM GTE de l'Automobile Club de l'Ouest et de la Fédération internationale de l'automobile et la catégorie GT de l'International Motor Sports Association. Elle est dérivée de la BMW M3 (E92), dont elle tire son nom.

## Apparitions dans des jeux vidéo
La BMW M3 GT2 apparaît dans les jeux suivants :
- Real World Racing (2013) sur PC[2],[3].
- Assetto Corsa (2013) sur PC, PS4, Xbox One[4],[5],[6].
- RaceRoom Racing Experience (2012) sur PC[7],[8],[9].
- Race Team Manager (2014) sur mobile[10],[11].
- Race Injection (2011) sur PC[12],[13],[14].
- Race On (2009) sur PC[15],[16],[17],[18].
- Stunt Rally (2014) sur PC[19],[20].
- High School Driving Test (2015) sur mobile[21],[22].
- Forza Motorsport 6 (2015) sur Xbox One[23],[24],[25].
- Rush Racing (2011) sur navigateur Web[26],[27].
- Forza Motorsport 7 (2017) sur Xbox One[28],[29],[30].
- Forza Motorsport 5 (2013) sur Xbox One[31],[32],[33].
- Forza Motorsport 3 (2009) sur Xbox 360[34],[35],[36].
- Real Racing 3 (2013) sur IOS et Android[37],[38],[39].
- Forza Motorsport 4 (2011) sur Xbox 360[40],[41],[42],[43]. Note : le jeu contient également une version art-car du modèle[44].
- Need For Speed : Shift (2009) sur PC, PS3 et Xbox 360[45],[46],[47]. Note : le véhicule est également présent sur la jaquette du jeu.
- Shift 2 : Unleashed (2011) sur PC, PS3 et Xbox 360[48],[49],[50].
- Simraceway (2011) sur PC[51],[52],[53].
- Need For Speed : Edge (2015) sur PC[54],[55].
- Asphalt 7: Heat (2012) sur IOS et Android[56],[57],[58].
- Racing Rivals (2014) sur IOS et Android[59],[60].
- Project Cars (2015) sur PC, PS4 et Xbox One[61],[62],[63].
- Gran Turismo Sport (2018) sur PS4